# Flagge

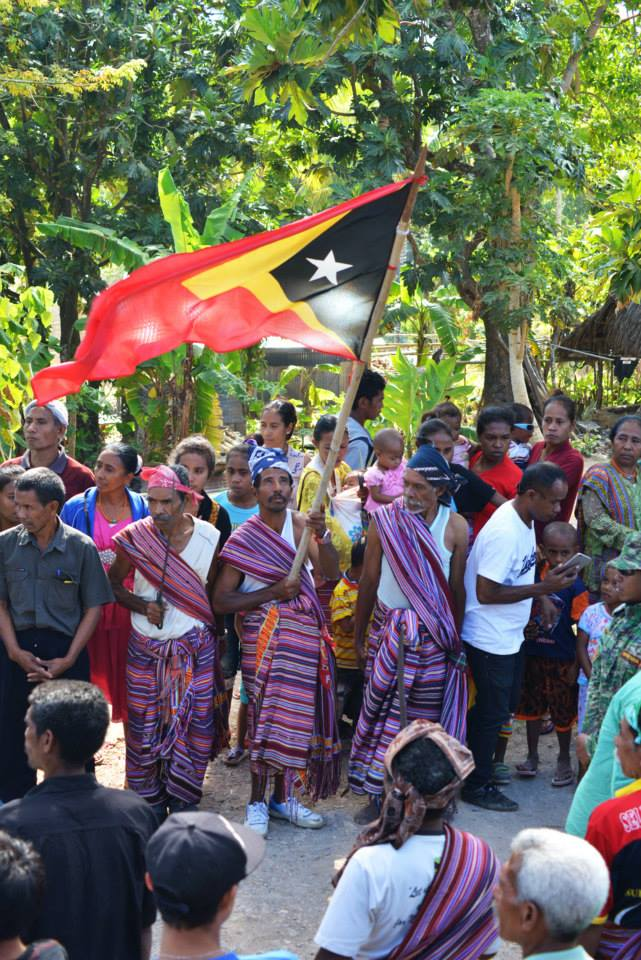
Nationalflagge Osttimors

Eine Flagge ist eine abstrakte zweidimensionale Anordnung von Farben, Flächen und Zeichen in meist rechteckiger Form. Sie besteht in der Regel aus einem Tuch, aber auch andere Materialien wie Papier, Plastik oder Metall, finden Verwendung. Deren gemaltes Bild erfüllt oft dieselben Zwecke wie die eigentliche Flagge.
Flaggen dienen zur visuellen Übertragung von Informationen, ursprünglich über eine größere Distanz, wie von Schiff zu Schiff. Oft ist dies die Markierung der Zugehörigkeit beziehungsweise der Vertretung von Gemeinschaften und Körperschaften. Die Lehre vom Fahnen- und Flaggenwesen heißt Vexillologie (Flaggenkunde).

## Etymologie
Das Wort Flagge hat einen nordischen, vermutlich im 17. Jahrhundert in England aufgekommenen Ursprung, der vom altnordischen Wort flogra stammt, was flattern bedeutet. Um 1600, im Zuge der Entstehung von Nationalflaggen, hielt es in abgewandelter Form schließlich Einzug in den niederländischen und niederdeutschen bzw. neuniederländischen Sprachgebrauch und wurde so zur vlag (niederländisch: „Schiffsfahne“). Später wurde daraus im deutschen Sprachgebrauch dann Flagge. Eine weitere Herkunftvariante ist im alten sächsischen oder germanischen Wort Flaken oder Fleogan zu suchen, was so viel wie „im Winde wehen“ bedeutet.

## Abgrenzung

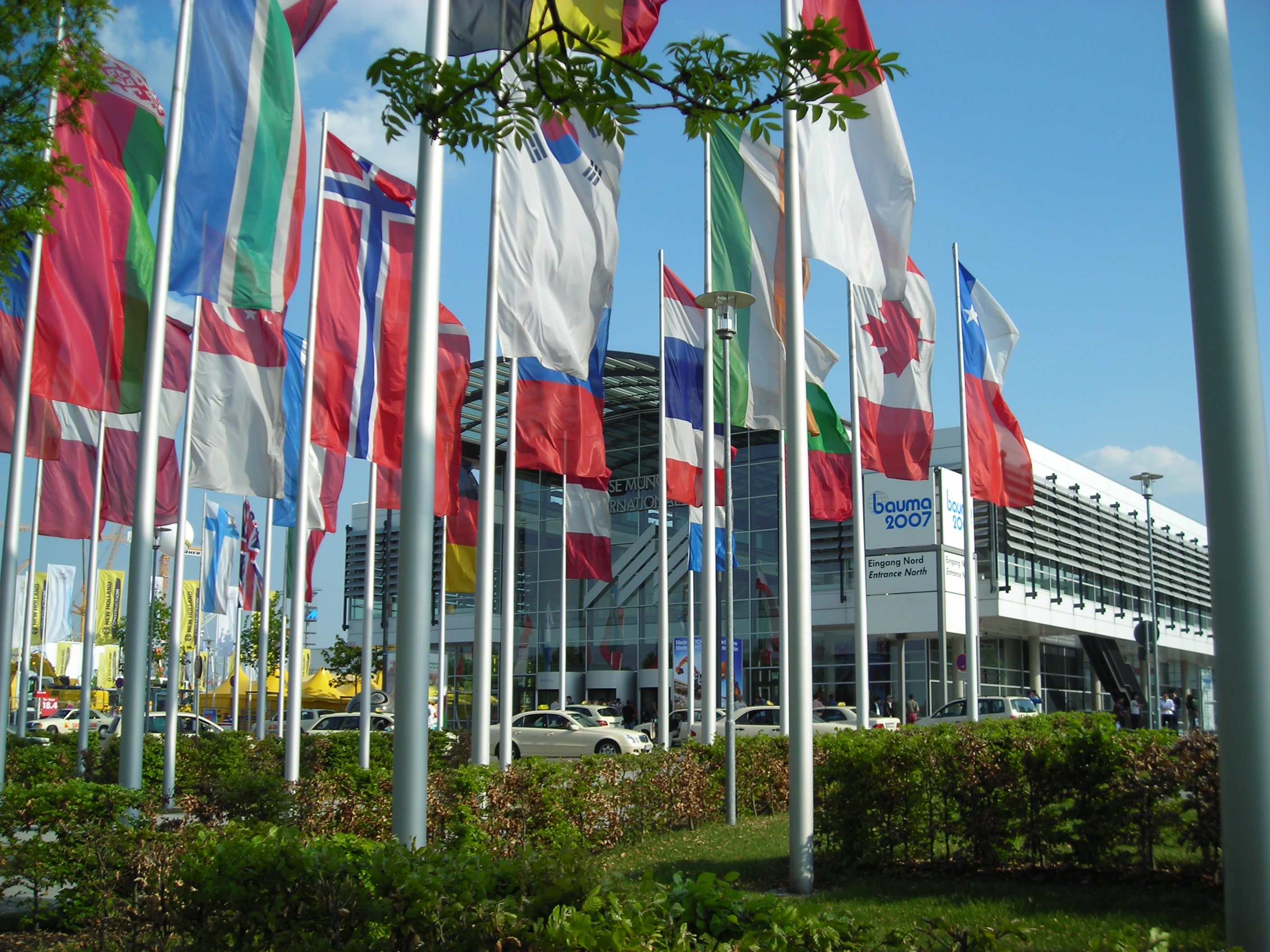
Nationalflaggen als Knatterflaggen

Die Wörter Flagge und Fahne werden umgangssprachlich oft gleichbedeutend gebraucht.
Flagge:

Im engeren (rechtlichen) Sinne ist eine Flagge ein Stück Tuch, das nach Verschleiß entsorgt und ersetzt werden kann. Flaggen sind ersetzbar; sie werden in verschiedenen Größen und in hoher Stückzahl hergestellt. Eine Flagge wird oft mit einer Flaggenleine an einem Mast oder einem Flaggenstock gehisst und ist auf diese Weise leicht austauschbar. Das Wort Flagge dient auch als Oberbegriff für Flaggen, Fahnen, Standarten und Stander.
Fahne:

Eine Fahne ist immer ein Unikat. Eine Fahne ist ein nicht vertretbares Einzelstück (Truppenfahne, Vereinsfahne, Zunftfahne, Regimentsfahne). Die Fahne ist meist fest, direkt am Stock befestigt. In der Schweiz werden auch Flaggen „Fahnen“ genannt.
Banner:

Banner ist der mittelalterliche Begriff für eine Fahne. Heute versteht man darunter Flaggen, die an einem waagerechten Querstock hängen.
Stander:

Stander sind meist dreieckige Flaggen, die als Unterscheidungszeichen dienen. Bei den Seestreitkräften dienen sie als Rangabzeichen oder Kommandozeichen.
Standarte:

Als Standarte werden heutzutage meist Hoheitsabzeichen, insbesondere an Fahrzeugen, bezeichnet oder auch Flaggen, die nicht seitlich an einem Mast oder Ständer befestigt sind, sondern mit einem Querträger mittig vor dem Mast hängen. Standarten sind meist quadratisch.

## Geschichte

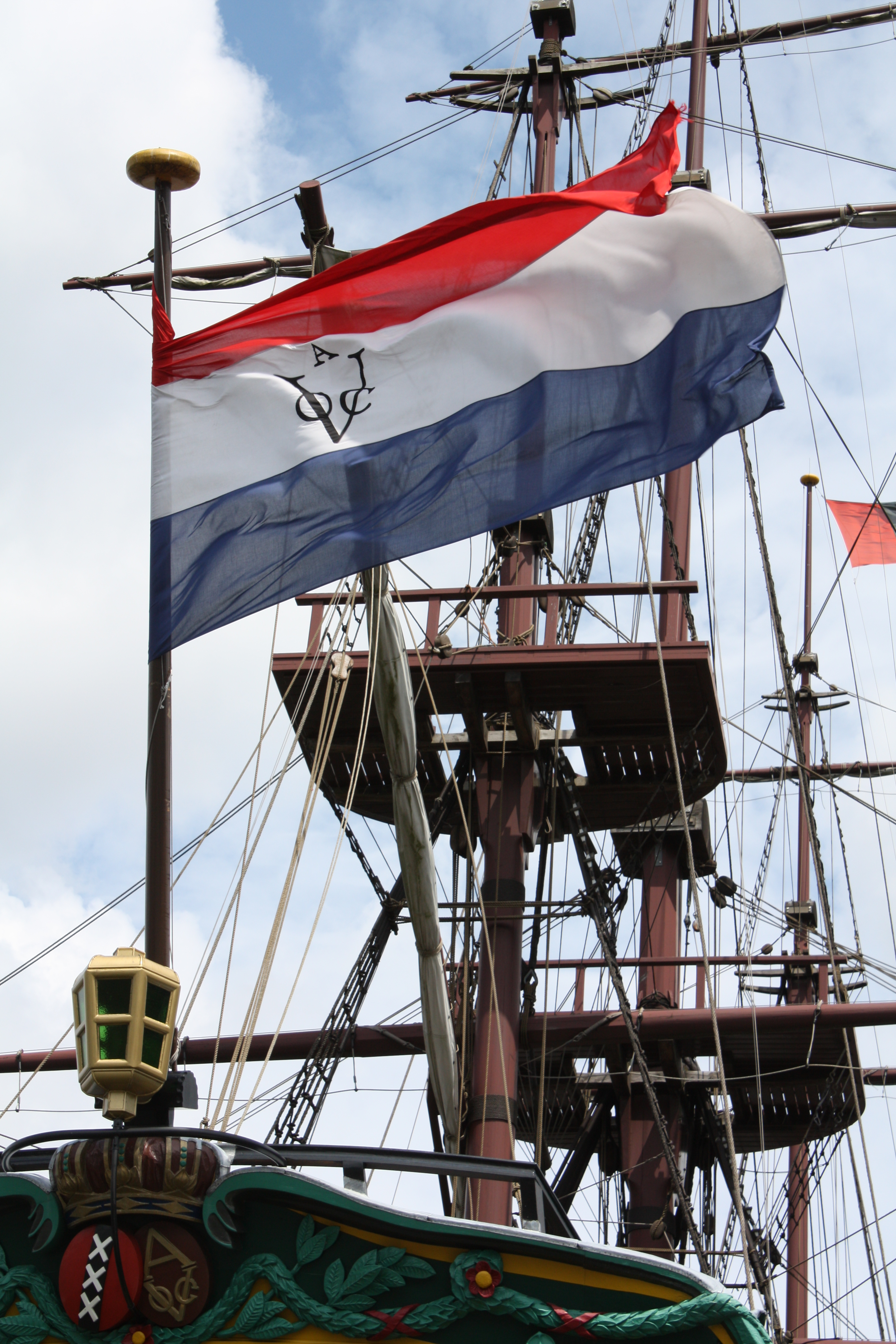
Historische Flagge der Niederländischen Ostindienkompanie auf einem Ostindienfahrer

Vorgänger von Fahnen und Flaggen sind die so genannten Vexilloloide, eine Standartenform, die heute in manchen Teilen der Erde noch üblich ist. Erste Zeugnisse finden sich auf 5500 Jahre alten altägyptischen Tonwaren, auf denen Vexilloloide abgebildet sind. Vexilloloide waren weit verbreitet und nahmen in verschiedenen Kulturkreisen unterschiedliche Formen an. Beispiele sind das von den Römern geführte Signum, aus dem sich die Stofffahne, das Vexillum, entwickelte, oder symbolträchtige Fächer und Sonnenschirme in Südostasien. Die älteste erhaltene ‚Fahne‘ ist eine aus dem Iran stammende 5000 Jahre alte Standarte mit ‚Tuch‘ aus Metall. Stoffe spielten noch eine untergeordnete Rolle; viel häufiger wurden Leder, Holz, Metall und andere Werkstoffe eingesetzt. Sehr wahrscheinlich wurde erstmals in China Seide als Fahnenstoff eingesetzt, dessen Tradition in der Seidenherstellung vermutlich bis 3000 v. Chr. zurückreicht. Dies brachte zwei Änderungen mit sich, die man noch heute in Fahnen findet: Die seitliche Befestigung des Tuches und die Zunahme der Bedeutung des Tuches gegenüber der Fahnenstange. Sehr wahrscheinlich verbreitete sich die Seidenfahne noch in vorislamischer Zeit (frühes 7. Jahrhundert) bis in den Nahen Osten. Eine Neuerfindung der Fahne aufgrund des Seidenhandels gilt als unwahrscheinlich. Die Beachtung des Bilderverbots im Islam förderte die Entwicklung hin zur abstrakten Symbolik. Mit den Kreuzzügen hielten die Fahnen Einzug in die westliche Welt.
Andere Quellen sehen den Beginn des Gebrauchs von Flaggen als Erkennungszeichen bei den Wikingern. Beowulf erwähnte in Aufzeichnungen das Verwenden von Kriegsbannern.
Die mittelalterliche Heraldik in Europa begründete ihren Ursprung im praktischen Nutzen, Krieger auf dem Schlachtfeld zu erkennen. Die dabei angewandten heraldischen Regeln, Farbe auf Farbe und Metall auf Metall zu vermeiden, hatten für Fahnen nur begrenzte Gültigkeit und spielen heute keine Rolle mehr (zum Beispiel die deutsche Bundesflagge). Die in Wappen verpönte Farbe Grün wurde beispielsweise auf Fahnen im Hochmittelalter gerne eingesetzt.
Die Symbolik war anfangs, bis auf wenige Ausnahmen, reichlich dekorativ und erschien willkürlich gewählt. Keine Fahne wies durch ihren Gebrauch auf den Führer einer Schlacht hin. Dies änderte sich grundlegend durch die Kreuzzüge. Als sichtbares, zuordenbares Zeichen wurden Fahnen, Schilde, Helme und Kleidung mit der heraldischen Symbolik ausgestattet und unterstrichen die Rechte und Privilegien des Fahnenführenden.
Die Entwicklung der Symbole zu Land ging mit fundamentalen Änderungen auf See einher. Im späten 12. Jahrhundert erschienen zunächst im Mittelmeer, Mitte 13. Jahrhundert in der Nordsee die ersten Flaggen auf Schiffen. Zu diesem Zeitpunkt wurden bereits Regeln für Flaggen aufgestellt, die heute noch gelten. Ein 1270 geschlossener Vertrag zwischen England und den Grafen von Flandern forderte beispielsweise das Führen korrekter Kennzeichnungsflaggen – das Fahren unter falscher Flagge war verpönt.
Seit etwa dem späten 15. Jahrhundert wurde es allgemein üblich – etwas später sogar gesetzlich geregelt –, auf See Flaggen zur Anzeige der Nationalität zu benutzen, die sich schließlich zu den heutigen Nationalflaggen entwickelten.
Ab dem 18. Jahrhundert wurden Flaggen als Signalcodes zur See entworfen und verwendet. Zudem kam es zu zahlreichen Normierungen im Flaggenwesen. Die bedeutendste Entwicklung stellte aber die Etablierung der Nationalflagge dar, welche die Bürger eines Volkes vertritt. Der erste Vertreter dieses neuen Typus war sicherlich die Flagge der USA. Die Entwicklung zur Nationalflagge wurde durch die Entstehung des modernen bürgerlichen Nationalstaates eingeleitet, dessen Kinderstuben die amerikanische und die französische Revolution waren.

## Hissen und Streichen der Flagge

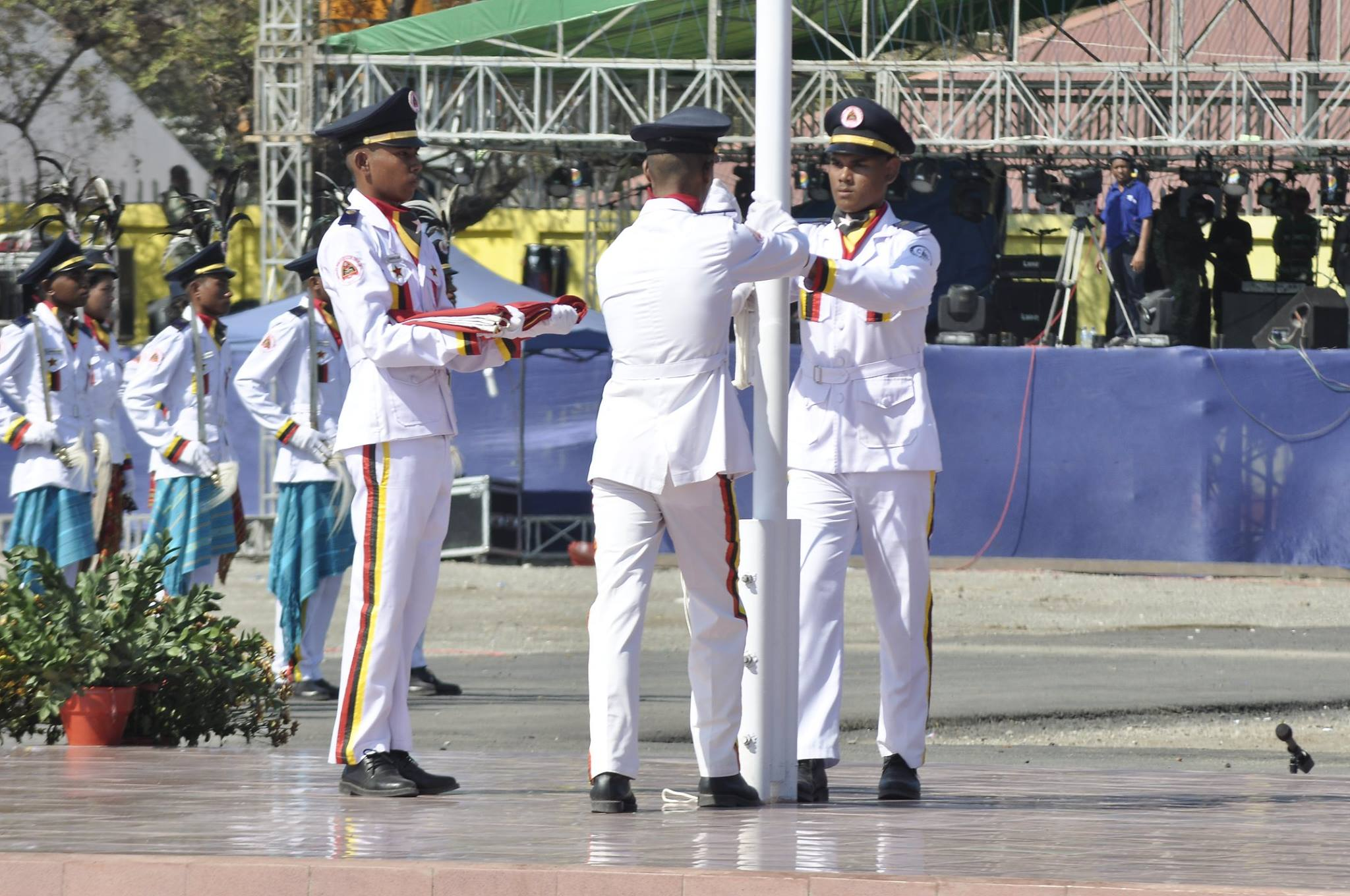
Flaggenzeremonie in Osttimor

Flaggen werden gehisst beziehungsweise gesetzt (in Seemannssprache „heißen“); Banner dagegen aufgestellt. Die feierliche Zeremonie nennt man Flaggenparade. In der Art ihrer Nutzung können Flaggen weitere Informationen übertragen, so zum Beispiel bei der Trauerbeflaggung. Doch nur Flaggen dürfen auf halbmast gesetzt werden, Banner und Hausfahnen werden hingegen mit einem oder zwei Trauerfloren versehen. Es zeugt von Unkenntnis der Beflaggungsregeln, wenn auch Banner und Hausfahnen auf halbmast gesetzt werden.
Besucht ein Staatschef ein anderes Land, so wird ihm zu Ehren die Nationalflagge seines Landes (Gastflagge) gezeigt. Ebenso werden bei internationalen Wettkämpfen die Sieger durch das Setzen ihrer Nationalflaggen geehrt. Auf Schiffen ist der Platz der eigenen Nationalflagge meist am Heck.
Die Wendung „Flagge streichen“ geht auf den seemännischen Brauch zurück, die Schiffsflagge als Eingeständnis der Niederlage einzuholen.

## Flaggenführung auf Seeschiffen
Schiffe führen die eigene Nationalflagge meist am Heck. Die „eigene“ Flagge ist bei Handelsschiffen diejenige des Staates, in deren Schiffsregister es eingetragen ist – wegen der heute verbreiteten Ausflaggung ist das oft weder der Staat, in dem die Eigner ihr Domizil haben, noch derjenige der Besatzung. Bei alten Segelschiffen oder Kriegsschiffen wird die Nationalflagge auf See in der Gaffel des Schiffsmastes oder am Signalmast gesetzt, im Hafen weht die Nationalflagge am Heck, am Bug die Gösch, die oft ein eigenes Design hat. Bei einigen Staaten weicht die Nationalflagge zu See vom Aussehen der sonst üblichen Flagge ab (z. B. Großbritannien). Bei zivilen Schiffen nennt man die Nationalflagge dann Handelsflagge, bei Kriegsschiffen Seekriegsflagge. Zusätzlich führen Flaggoffiziere eigene Flaggen als Kommandoflagge.
Die Nationalflagge des Staates, in dem sich ein Schiff befindet, wird unter die Steuerbordsaling bzw. an der Steuerbordseite des Signalmastes gesetzt. Genau damit in diesem Fall die eigene Flagge nicht höher hängt als die fremde, wird im Hafen die Nationale ans Heck verlegt. Flaggen wehen generell nur tagsüber, nachts werden sie eingeholt. Diesem Brauch der Flaggenparade – ursprünglich eingeführt, um den Verschleiß an teurem Flaggentuch zu minimieren – wird in einigen Ländern große Bedeutung zugemessen, während andernorts die Flaggen auch nachts gesetzt bleiben können. Das Zeigen falscher Flaggen (zum Beispiel einer Europaflagge auf einer deutschen Yacht oder einer Piratenflagge auf See) kann zu Ärger mit Wasserschutzpolizei oder Zollbehörden führen.
„Die Flagge streichen“ bedeutet im seemännischen Sprachgebrauch das Niederholen der Nationalflagge auf Kriegsschiffen bzw. anderer in Kampfhandlungen verwickelter Schiffe, um dem Angreifer die Kapitulation anzuzeigen. Entwickelt hat sich dieser Brauch aus dem Streichen der Segel, das natürlich nur mit erheblich größerem Aufwand an Zeit und Mannstärke vollzogen werden konnte, während der entsprechende Gegner das Ziel weiter unter Feuer nahm. Nationalflaggen, die übereinander gesetzt werden, können die Dominanz des oberen Staates symbolisieren, so bei erbeuteten Schiffen.
Alle gezeigten Flaggen sollen in einwandfreiem Zustand sein. Der Gebrauch verblichener oder zerfledderter Flaggen kann als Respektlosigkeit aufgefasst werden.

## Flaggenführung auf Flugzeugen

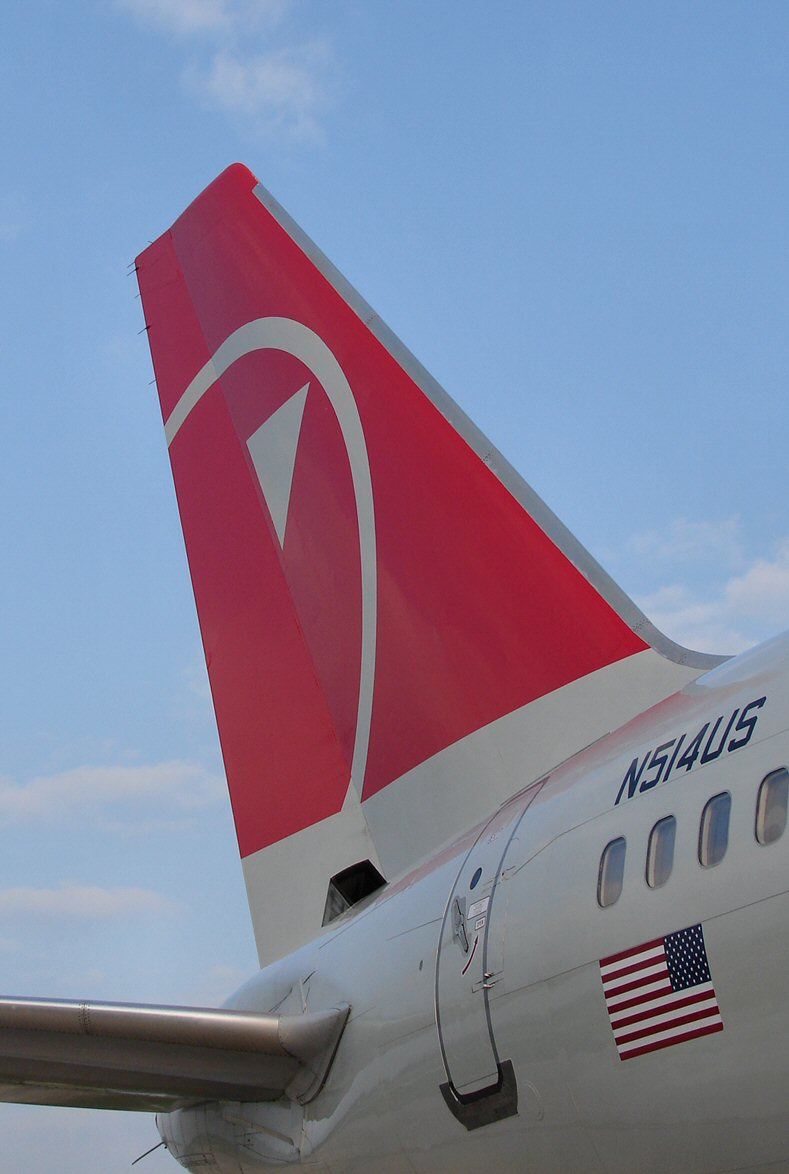
US-Flagge auf dem Heck eines Verkehrsflugzeugs

Auf Flugzeugen werden physische Flaggen (aus Tuch/Stoff) nur in seltenen Fällen zur Kenntlichmachung eines in der Regel politischen Ereignisses von der Cockpitbesatzung beim Einparken nach der Landung aus den Fenstern gehalten. Jedoch werden Flaggen der Herkunftsländer häufig aufgemalt. Hierbei ist die Regel zu beachten, dass sie gesehen werden sollen, wie wenn sie bei einem Schiff am Heck wehen würden: auf der linken Seite des Rumpfes erscheint die übliche Darstellung; auf der rechten hingegen die Rückseite respektive die Flagge erscheint seitenverkehrt – wie wenn sie von rechts nach links wehen würde (siehe Bild).

## Gebrauchsformen
Flaggen symbolisieren oft Gruppen und Gemeinschaften, so wie es zum Beispiel Parteiflaggen, Nationalflaggen oder Stadtflaggen tun. Nationalflaggen können auch für die Landessprache stehen. Daneben gibt es Flaggen, die Nachrichten übermitteln, zum Beispiel Signalflaggen, oder die über Situationen informieren, wie am Strand über mögliche Gefahren beim Baden. Weit verbreitet sind heute Flaggen als Werbemittel (siehe auch Beachflag) oder als Schmuck von Räumen und Gebäuden.

Dienstflagge der Republik Österreich

### Nationalflaggen

Dienstflagge der deutschen Seestreitkräfte

Die Schweizerflagge zur See ist im Gegensatz zur sonst üblichen Form rechteckig

Alle Staaten haben eine Staatsflagge als nationales Symbol. Oft ist das Aussehen solcher Flaggen im jeweiligen Staat verfassungsmäßig festgeschrieben. In der modernen Flaggenkunde wird die Art des Flaggengebrauchs durch standardisierte Gittersymbole (FIAV-Symbole ) angezeigt. Je nach Gebrauch werden Flaggen wie folgt eingeteilt:
- Die Bürgerliche Flagge  ging aus den Flaggen der Schiffe hervor, mit deren Hilfe einst die Nationalität erkannt werden konnte. Heute ist damit diejenige Form der Staatsflagge gemeint, die von jedem Bürger geführt werden darf. Sie ist meist die bekannteste Version der Nationalflagge.
- Die Handelsflagge  ist die Flagge, die bei einem Handelsschiff am Heck geführt wird. In vielen Nationen ist die Handelsflagge mit der Nationalflagge identisch.
- Die Dienstflagge  ist die Sonderform einer Nationalflagge, die den Behörden eines Landes vorbehalten ist. Meist unterscheidet sie sich durch ein zugefügtes Staatswappen von der Nationalflagge.
- Die Kriegsflagge , auch Dienstflagge der Streitkräfte genannt, geht historisch auf die Heckflagge von Kriegsschiffen zurück. Manche Nationen unterscheiden zwischen einer Kriegsflagge an Land (Heeresflagge) und einer Seekriegsflagge . Eine Kriegsflagge bedeutet keinesfalls, dass Kriegszustand herrschen muss; sie wird beispielsweise auch bei Manövern gezeigt.

Für das Staatsoberhaupt existiert häufig eine eigene Flagge, die bei örtlicher Anwesenheit gehisst wird. Für den deutschen Bundespräsidenten ist dies ein schwarzer Bundesadler auf quadratischem goldenem Grund mit rotem Rand in der speziellen Form einer Standarte.

Nautische Signalflagge Alpha

### Flaggen im Signalwesen
Da Flaggen auch auf große Entfernung sichtbar sind, gibt es Signalflaggen zur Übermittlung von Nachrichten. Hierzu wird das Flaggenalphabet oder das Winkeralphabet verwendet. Diese Anwendung erfolgt bis zum heutigen Tag zumeist auf See. Weiterhin werden Signalflaggen in vielen anderen Bereichen genutzt:

#### Eisenbahnwesen
Signalflaggen, beispielsweise zum Rangieren

#### Flaggen am Badestrand
| Flagge  | Bedeutung |
| ------- | --- |
|         | Rettungsschwimmer im Dienst. Wenn direkt am Wasser aufgestellt: Grenzt den überwachten Badebereich ein.                                                         |
|         | Gefahr, Schwimmen verboten! Signalisiert akute Gefahrenlage wie Strömung, hohen Wellengang oder Wasserverschmutzung; Lebensgefahr.                              |
|         | Vorsicht, nur für geübte Schwimmer! Signalisiert gefährliche Bedingungen und empfiehlt ungeübten Schwimmern, Kindern und älteren Personen, vom Baden abzusehen. |
|         | Bereich für Wassersportgeräte. Keine Badezone. |
| Weitere | |
|         | Taucher im Wasser (siehe Taucherflagge). |

### Flaggen im Sport

Ende des Rennens oder der Trainingssitzung im Motorsport

Zum einen definieren Regelwerke vieler Sportarten die Benutzung von Signalflaggen:
- Im Motorsport werden den Teilnehmern mit Flaggenzeichen bestimmte Informationen wie beispielsweise Gefahr oder Disqualifikation angezeigt.
- Beim Fußball nutzen die Schiedsrichterassistenten Flaggen.
- Im Segelsport wird ein umfangreiches adaptiertes Flaggenalphabet benutzt. Beim Regattasegeln setzten die teilnehmenden Yachten entweder eine eigene, selbst gestaltete Rennflagge (beispielsweise Germania: roter Greif auf weißem Grund, Motto: Cave Grypem [Hüte dich vor dem Greif!]),[12] oder sie ziehen die Nationalflagge ein, zum Zeichen ihrer Regattateilnahme. Beim Ende einer erfolgreichen Saison werden unter der Steuerbord-Saling so viele Rennflaggen gesetzt, wie Regattasiege errungen wurden.
- Beim Tauchen sollte stets die Alpha-Flagge gesetzt werden, da diese in internationalen und teils auch in nationalen Gewässern gesetzlich vorgeschrieben ist. Sie zeigt an, dass besondere Vorsicht (z. B. für andere Wasserfahrzeuge) geboten ist, da in der Nähe Taucher im Wasser sind. Zusätzlich kann auch die Michigan-Tauchflagge gesetzt werden, welche in großen Teilen Nordamerikas vorgeschrieben ist, obwohl die US Navy noch immer die Alpha-Flagge für ihre Taucheinsätze verwendet.
- In der Leichtathletik zeigen Obleute beispielsweise die Gültigkeit eines Versuches mit roten (ungültig) und weißen (gültig) Flaggen an. Außerdem zeigen die Bahnrichter bzw. Wechselrichter durch Heben einer gelben Fahne einen Regelverstoß an.
- Im Judo werden bei Wettkämpfen von der Tischbesetzung eine grüne und eine gelbe Flagge verwendet. Die grüne Flagge steht für einen aktuell andauernden Haltegriff, während die gelbe für eine andauernde Kampfunterbrechung steht. Die Flaggen werden jeweils zu Beginn des Haltegriffs, bzw. der Kampfunterbrechung angehoben und am Ende des Haltegriffs oder der Kampfunterbrechung gesenkt. Die Flaggen dienen dazu, dem Kampfrichter anzuzeigen, dass der Haltegriff, bzw. die Kampfunterbrechung zur Kenntnis genommen wurde. Da heutzutage hauptsächlich elektronische Anzeigen verwendet werden, finden die Flaggen kaum noch Verwendung. Jedoch ist im Regelwerk des Deutschen Judo-Bunds vorgeschrieben, zwei Flaggen in Reserve zu haben, falls die elektronische Anzeige versagt.
- Es ist üblich, bei internationalen Wettbewerben, beispielsweise Olympischen Spielen, das Siegerteam mit dem Hissen der Staatsflagge des Siegers oder des Siegerteams zu ehren.
- Andere Flaggen werden als Begrenzung des Spielfeldes genutzt, allerdings gemeinhin als Fahnen bezeichnet, beispielsweise die Eckfahne.

Zum anderen werden sie von den Zuschauern und Fans genutzt, um die Sympathie für die eigene Mannschaft oder den Sportler zu bekunden; so gab es trotz unklarer Gesetzeslage seit der Fußball-Europameisterschaft 2008 den Trend, Autofahnen an privaten Kraftfahrzeugen anzubringen.
Darüber hinaus führen Sieger häufig spontan eine Flagge ihres Landes bei ihren Ehrenrunden mit sich.

### Parteiflaggen

Flagge der Kommunistischen Partei Chinas

Viele politische Bewegungen wie beispielsweise politische Parteien haben Parteiflaggen, die bei öffentlichen und internen Gelegenheiten als Zeichen der Zugehörigkeit zu einer politischen Gruppe oder Idee gezeigt werden. Sie besitzen genauso wie Nationale Flaggen Farben und Symbole mit bestimmten Aussagen. Zum Beispiel steht traditionell das Rot einer Parteiflagge meist für eine Arbeiterpartei. Häufig werden anstelle eines Symbols einfach die Buchstabenkürzel der politischen Bewegung genutzt.

### Flaggen internationaler Organisationen

Olympische Flagge

Viele zivile und militärische internationale Organisationen oder Nichtregierungsorganisationen führen eigene Flaggen. Zu den bedeutsamen internationalen Flaggen gehören die Flaggen der Vereinten Nationen, der NATO, der Organisation für Islamische Zusammenarbeit, die Europaflagge und die olympischen Ringe. Die wichtigsten und wahrscheinlich ersten internationalen Flaggen sind die Flaggen der Internationalen Rotkreuz- und Rothalbmond-Bewegung, da sie im modernen Kriegsvölkerrecht seit langer Zeit anerkannt sind und mit diesen Flaggen gekennzeichnete Orte nicht angegriffen werden dürfen.

## Gestaltung von Flaggen

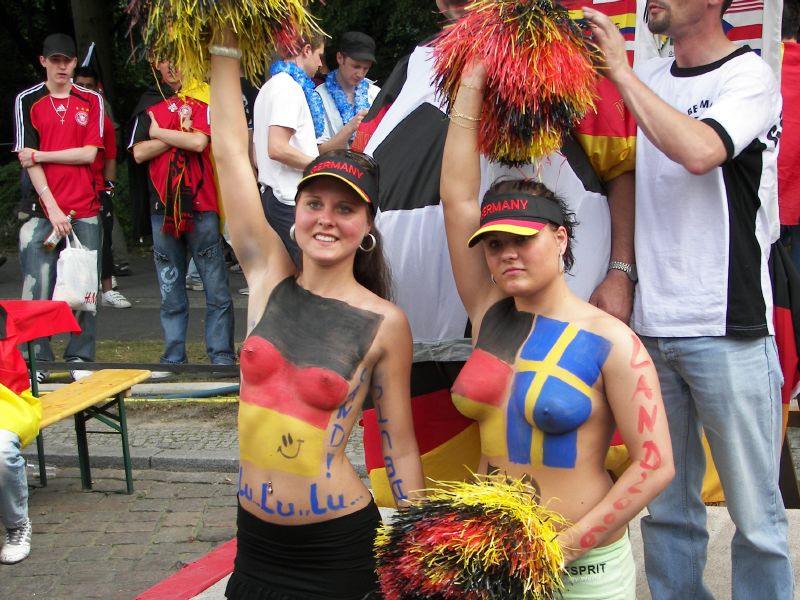
Flaggen als Körperschmuck

Flaggen werden in der Regel an Gegenständen, traditionell an Flaggenmasten befestigt. Sie können aber auch als Tuch über Gegenstände ausgebreitet werden oder mit Flaggen diese einwickeln. Kleine Flaggen werden als Aufnäher auf Kleidung und Taschen getragen. Abbildungen von Flaggen finden sich auf Fahrzeugen, auf Dokumenten, auf Webseiten oder auch als Körperschmuck.

### Format
Flaggen, vor allem Nationalflaggen, sind üblicherweise rechteckig. Die Seitenverhältnisse können dabei sehr unterschiedlich sein. Quadratische Flaggen, wie die Schweizer Fahne und die Flagge der Vatikanstadt, sind seltener. Die schmalste Nationalflagge ist die Flagge Katars. Weitere Formen sind:

Die zivile sowie militärische Dienstflagge Dänemarks ist ein Schwalbenschwanz.
Dienst- und Seeflagge Norwegens
Flagge Ohios, ein Stander
Dreieckiger Wimpel, hier die Flagge des Fürstenhauses Liechtenstein (siehe auch Standarte oder Stander).
Nepal verwendet als einziges Land der Welt anstelle einer rechteckigen Flagge einen Doppelwimpel als Nationalflagge.

### Proportionen
Ein wichtiges Merkmal sind die Proportionen der Flaggen, da unterschiedliche Flaggenarten sich in manchen Ländern nur durch ihre Seitenverhältnisse unterscheiden. Als Wimpel wird die Umsetzung in dreieckiger Form bezeichnet, wie sie sehr häufig in der Schifffahrt anzutreffen ist. Häufig ist auch die Verwendung von Flaggen als gemaltes oder aufgenähtes Emblem. Zudem werden vor allem Trikoloren auch als Dekorationsbänder, Borten oder Verzierungen offizieller Schreiben verwendet.

### Flaggentypen
Die gebräuchlichste, „normale“ Flaggenform ist die Hiss- oder Querflagge. In Mittel- und Osteuropa, namentlich in den deutschsprachigen Ländern, sind auch vertikale Flaggen gebräuchlich. Der Grund dafür ist, dass in den Binnenländern der relativ starke Wind, den Hissflaggen zur vollen Entfaltung benötigen, nicht häufig ist.
Die Hissflagge oder Querflagge (Nr. 1 in der nebenstehenden Abbildung) ist die international und auch im deutschsprachigen Raum verbreitetste Flaggenform. Die anderen Flaggenformen leiten sich von ihr ab.
Die Hochformatflagge oder Knatterflagge (Nr. 2) ist eine Hissflagge, die höher als breit ist. Dabei kann die Darstellung der Flagge dieselbe bleiben (Nr. 2a) oder sich ändern, indem waagerechte Streifen zu senkrechten werden (Nr. 2b). Trägt die Flagge ein Emblem, bleibt dieses entweder zentriert oder wird leicht nach oben verschoben.
Die Auslegerflagge oder Galgenflagge (Nr. 3) ist eine Hochformatflagge, die nicht nur seitlich, sondern auch an einem am Mast angebrachten Ausleger am Flaggenmast befestigt ist. Die Flagge ist auf diese Weise auch ohne Wind stets entfaltet.
Die Hängeflagge, Haus- oder Schrägfahne (Nr. 4) ist eine Hochformatflagge, die von einem waagrechten Flaggenstock gehisst wird, der meist an einem Gebäude befestigt ist. Die Flagge wird so aufgehängt, dass der auf der Hissflagge oberste Streifen vom Gebäude weg zeigt.
Bei der Bannerflagge oder einfach dem Banner (Nr. 5) ist das ebenfalls hochformatige Flaggentuch fest mit dem Querstab verbunden, an dem es senkrecht aufgehängt wird, und zwar von einem senkrechten (Nr. 5a) oder waagrechten Flaggenstock (Nr. 5b). Die Flagge wird meist so aufgehängt, dass der auf der Hissflagge oberste Streifen nach links zeigt.
In Deutschland sind Bundes- und Bundesdienstflagge nach der Anordnung über die deutschen Flaggen nur in der Form der (querformatigen) Hissflagge und des Banners im offiziellen Gebrauch zugelassen.

### Bestandteile einer Flagge
Um eine Flagge unmissverständlich zu beschreiben, sind die einzelnen Teile des Tuches eindeutig definiert. Diese Begriffe sind häufig nautischen Ursprungs. So wird die dem Fahnenmast/Fahnenstock zugewandte Seite als Liek, entsprechend dem so genannten Rand eines Segels, bezeichnet. Es finden sich jedoch auch Entlehnungen aus dem Fachgebiet der Münzkunde. Flaggen besitzen eine Vorder- und eine Rückseite. (Averse und Reverse; vgl. die numismatischen Fachbegriffe Avers und Revers) Bei den meisten Flaggen sind Vorder- und Rückseite Spiegelbilder voneinander (Ausnahmebeispiele: Flagge der Sowjetunion, Flagge Paraguays, Flagge der Demokratischen Arabischen Republik Sahara). Es ist, außer bei einigen arabischen Flaggen, gebräuchlich, dass der Flaggenmast links ist (Stockteil/Liekseite), wenn der Betrachter die Vorderseite sieht.

## Symbolik

### Entwicklung der Symbole
Ab dem späten 13. Jahrhundert waren Kreuzflaggen das beherrschende Motiv, welches die bis dahin überwiegende Darstellung von Heiligen ablöste. Diese frühen Flaggen waren keine Nationalflaggen im heutigen Sinne; sie wurden nicht an Land gebraucht und vertraten eher den Landesherren oder den Staat als dessen Bürger. Die in Stände gegliederte mittelalterliche Gesellschaft verwendete eher Zunft- oder Kirchenfahnen, wobei es sich oftmals um kunstvoll, zum Teil mit applizierten Stickereien verzierte Einzelstücke handelte. In dieser Zeit entstand der Dannebrog, der als eine der ältesten kontinuierlich genutzten Flaggen gilt.
Während im 14. Jahrhundert einfache Motive die heraldischen Fahnen beherrschten, verbreiteten sich im 15. und 16. Jahrhundert vor allem bei Militärfahnen parallel Abbildungen mit komplizierten, zum Teil allegorischen Szenen. Beliebt waren auch Wappendarstellungen auf weißem Tuch. Da dieses für die praktische Erkennung ungeeignet ist, ergab sich im 17. Jahrhundert eine klare Trennung in zwei Flaggentypen: eine einfache Flagge und eine mit komplizierter Wappendarstellung. Diese Aufspaltung hat heute noch Gültigkeit und kann in diversen National- und Dienstflaggen beobachtet werden.

### Häufige Symbole und Farben
Da Nationalflaggen geographische, historische, kulturelle, religiöse, ethnische oder ideologische Aussagen darstellen, die teilweise landesübergreifend sind, gibt es auch Symbole und Farben, die in vielen Flaggen gleichzeitig auftauchen und damit Gemeinsamkeiten der betroffenen Länder illustrieren.

#### Trikoloren
Während die Flagge der Niederlande Ursprung der Farbeinteilung der Flagge Russlands war und damit der meisten slawischen Nationalflaggen, ist die Flagge Frankreichs das Vorbild fast aller anderer Trikoloren (‚dreifarbigen‘), wie zum Beispiel jener von Italien, Ghana und Deutschland. Hier diente die Flagge zumeist als Symbol des Bürgertums und der Republik als Staatsform im Gegensatz zur absolutistischen Monarchie.

Flagge Frankreichs
Flagge Armeniens
Flagge der Republik Kongo

#### Kreuze

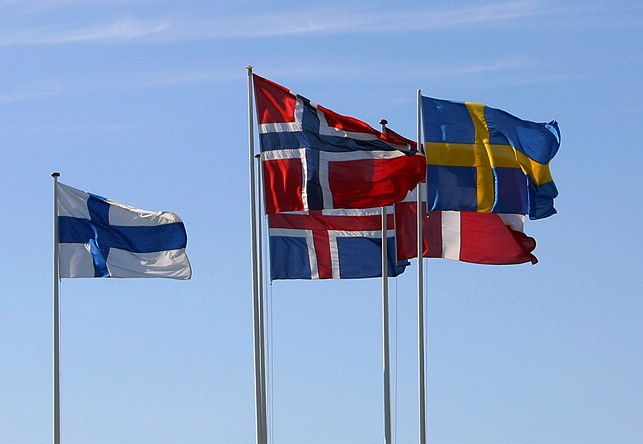
Flaggen der skandinavischen Länder

Das christliche Kreuz repräsentiert die Religion des Christentums. Viele der heutigen europäischen Nationen entstanden im ausgehenden Mittelalter. In dieser Zeit war das Christentum eine staatsbildende Grundlage. Aus diesem Grund bildet das Kreuz in seinen Varianten die Basis vieler Flaggen und Wappen in Europa. So verwenden die meisten nordeuropäischen Staaten das skandinavische Kreuz, ein seitlich gelegtes lateinisches Kreuz.
Das diagonal verlaufende Andreaskreuz verweist auf den Apostel Andreas und kommt unter anderem in der Flagge von Schottland, der Flagge Jamaikas und der Flagge des Baskenlandes vor. Auch die Russische Seekriegsflagge benutzt ein Andreaskreuz. Die Sonderform des burgundischen Andreaskreuzes war die spanische Kriegsflagge bis in die Mitte des 19. Jahrhunderts und danach noch Symbol der carlistischen Bewegung.
Das byzantinische oder orthodoxe Doppelkreuz ist das Symbol der orthodoxen Kirche. In traditionell orthodoxen Ländern Osteuropas und auf der Balkanhalbinsel wird das Doppelkreuz häufig verwendet. Auch die Slowakei benutzt in ihrer Nationalflagge ein solches Kreuz.
Das Tatzenkreuz war das Wappen des Templerordens. Auch der Deutsche Orden benutzte ein ähnliches Symbol. Das schwarze Tatzenkreuz (Eisernes Kreuz) war seit den Befreiungskriegen ein Symbol der deutschen Armee und ist auch heutzutage das Hoheitszeichen der Bundeswehr. Vier Tatzenkreuze finden sich in den Ecken der Nationalflagge Georgiens. Eine verwandte Form ist das Kruckenkreuz.

Lateinisches Kreuz
Andreaskreuz
Patriarchenkreuz
Tatzenkreuz

Das rote Georgskreuz des heiligen Georg ist Bestandteil verschiedener Flaggen, beispielsweise in der Flagge Englands. Außerdem ist das Georgskreuz unter anderem in der Flagge Georgiens und der Flagge der Deutsche Pfadfinder*innenschaft Sankt Georg (DPSG). Der Gebrauch des Georgskreuzes als Stadt- bzw. Landesbanner geht wahrscheinlich auf die Zeit zurück, als die Byzantinische Armee in Genua eine Garnison unterhielt. Die Fahne der Garnison wurde der Kapelle des heiligen Georg von Genua geschenkt und seitdem als Fahne Genuas genutzt. Später übernahmen sie die Engländer.
Das Georgskreuz findet sich neben anderen Kreuzen auch im Union Jack, der durch die Vereinigung Schottlands und Englands entstand. Später kam die Flagge Irlands hinzu. Er ist eine Überlagerung aus dem englischen Georgskreuz, dem schottischen Andreaskreuz und dem schräggestellten irischen Patrickskreuz. Viele National- und Dienstflaggen ehemaliger britischer Kolonien basieren auf dem Union Jack bzw. seinen Abwandlungen, der Blue-, Red- und White Ensign.
Die Swastika (Hakenkreuz) hat keinen christlichen Ursprung. Sie ist das schwarze Sonnenrad und wesentlich älter. Sie war das zentrale Symbol der Parteifahne der NSDAP und zwischen 1933 und 1945 Grundlage der Flagge Deutschlands. Auch das finnische und polnische Militär benutzten sie. Heutzutage ist sie nur noch im Gebiet Kuna Yala sowie im süd- und ostasiatischen Bereich als buddhistisches Symbol anzutreffen und keine Grundlage einer aktuellen Nationalflagge. Jedoch führt der finnische Staatspräsident in der Oberecke seiner persönlichen Standarte das blau-gelbe Freiheitskreuz, das ein Hakenkreuz enthält. Es leitet sich vom altfinnischen Symbol Tursaansydän ab.

Georgskreuz der Flagge Englands
Union Jack
finnische Präsidentenflagge

#### Himmelskörper

##### Mondsichel
Die Mondsichel (als Flaggensymbol trotz der stets sichelförmigen Form auch Halbmond genannt, speziell als Emblem des Roten Halbmondes) repräsentiert in den meisten Fällen als Hilal die Religion des Islams. Über Jahrhunderte war der Halbmond das Symbol des Osmanischen Reiches. Heute wird das Symbol unter anderem in der türkischen Flagge, der Flagge Pakistans und der Flagge Tunesiens benutzt.
In einigen Flaggen werden Mondsicheln ohne einen islamischen Bezug verwendet. In der Flagge Singapurs symbolisiert der Halbmond eine junge, aufstrebende Nation. Im Sojombo-Symbol der Flagge der Mongolei symbolisiert er zusammen mit der Sonne das ewige Leben der Nation. In der Flagge Nepals steht er zusammen mit dem Stern für die Königsfamilie.

##### Vollmond
Neben dem vor allem in islamischen Ländern häufig verwendeten Halbmond wird auch der Vollmond in Nationalflaggen verwendet. In der Flagge von Laos scheint er als weiße Scheibe dargestellt über dem Mekong. In der Flagge Palaus symbolisiert er das Aufstreben der Nation; zudem spielt er in der Tradition des Landes eine wichtige Rolle.

##### Sonne
Ein häufig vorkommendes Symbol in Nationalflaggen ist die Sonne. Ihre Bedeutung ist allerdings so vielfältig wie ihr häufiges Vorkommen auf Nationalflaggen. In den meisten Fällen wird sie als Sonnensymbol, wie in der Flagge Argentiniens, gezeigt. In manchen Fällen wird sie auch nur durch eine gelbe Farbfläche, wie in der Flagge Guineas, dargestellt.
In vielen Fällen symbolisiert sie, wie in der Flagge Namibias, die Hitze oder Wärme, die von ihr ausgeht. Manchmal soll sie, wie in der Flagge von Antigua und Barbuda, als aufgehende Sonne auch den Anbruch einer neuen Ära oder Epoche darstellen. Die Sonne in der Flagge Ruandas wiederum steht für die erhoffte Erleuchtung des Volkes. Eine große historische Bedeutung hat das Gestirn in Japan, dem Land der aufgehenden Sonne, dies spiegelt sich auch in der japanischen Nationalflagge wider.

Flagge Japans
Flagge Argentiniens
Flagge der Republik China
Flagge Ruandas
Flagge Kirgisistans

##### Sterne und Sternbilder
Sterne können verschiedene Bedeutungen als Symbol haben. Sie stellen zum Beispiel die Anzahl von Provinzen dar, eine strahlende Zukunft oder dienen als religiöse Symbole.
In einigen Nationalflaggen werden Sternbilder dargestellt, um damit ihre geographische Lage zu zeigen. Zum Beispiel wird in der Flagge des US-Bundesstaates Alaska der Polarstern und das Sternbild des Großen Wagens, eines Teilbilds des Großen Bären, dargestellt.
Das Sternbild des südlichen Kreuzes wird in den National- und Provinzflaggen mehrerer Staaten der Südhalbkugel als Symbol der geographischen Lage genutzt. Zu diesen Staaten und Gebieten gehören unter anderem Papua-Neuguinea und Neuseeland oder der australische Bundesstaat Victoria und die Flagge der argentinischen Provinz Tierra del Fuego (Feuerland). Ebenso trägt die Flagge des Integrationsraums Mercosur das Kreuz des Südens.
Symbolträchtig ist das Sternbild in der Flagge Brasiliens. Hier wird der Himmel über Rio de Janeiro zum Zeitpunkt der Proklamation der Republik gezeigt. Die Abbildung ist so, als befände sich der Betrachter im All und schaue durch die Sterne auf Brasilien.

Europaflagge
Flagge der Vereinigten Staaten
Flagge der Volksrepublik China
Flagge Brasiliens

#### Farben als Symbol der Verbundenheit

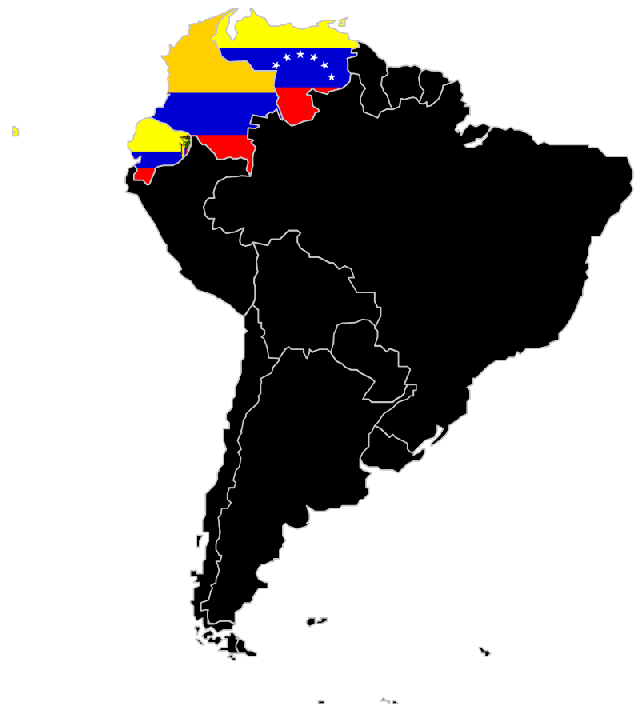
Großkolumbien

Die drei südamerikanischen Länder Ecuador, Kolumbien und Venezuela benutzen die großkolumbianischen Farben Gelb, Blau und Rot. Diese gehen zurück auf die 1806 von Francisco de Miranda erstmals gehisste Flagge der Unabhängigkeitsbewegung gegen Spanien. Gelb stand für die Neue Welt, Blau für den Atlantischen Ozean, der diese vom spanischen Terror trennt, für den das Rot steht. Sie war von 1813 bis 1830 die Flagge Großkolumbiens. Deshalb werden ihre Farben auch als bolivarische Farben (Simón Bolívar) bezeichnet. Die ursprüngliche Flagge wird auch als Miranda-Flagge bezeichnet.

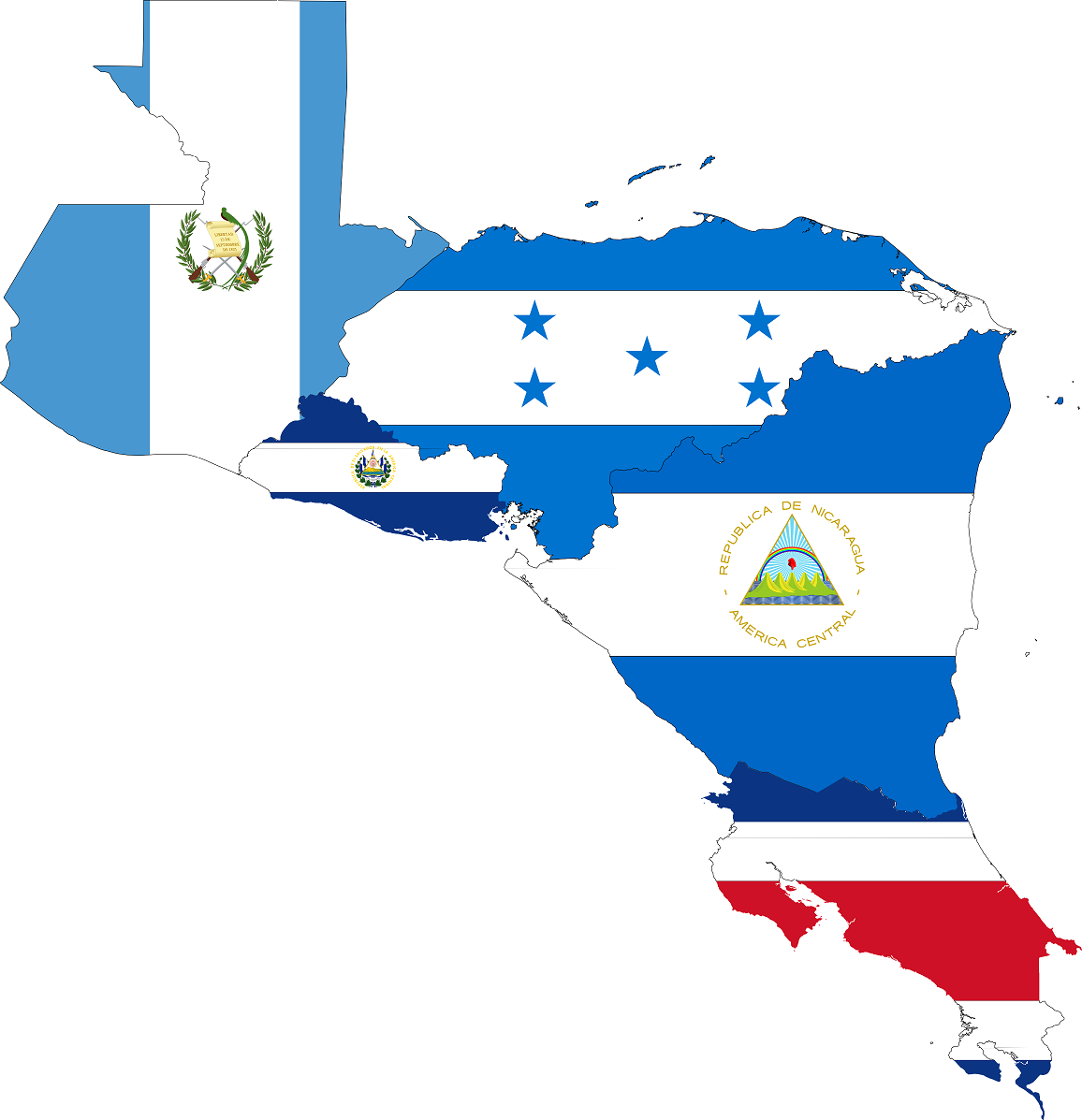
Zentralamerikanische Konföderation

1823 entstand im Widerstand gegen Spanien die Zentralamerikanische Konföderation, deren Flagge aus drei waagerechten Streifen bestand und die Farbfolge Blau-Weiß-Blau hatte, die auch als Zentralamerikanische Farben bezeichnet werden. Diese wurde in Anlehnung an die argentinische Flagge entworfen.
Nach dem Zusammenbruch der Konföderation 1838 nutzten die fünf jetzt unabhängigen Staaten Costa Rica, El Salvador, Guatemala, Honduras und Nicaragua die Farben und teilweise auch Teile des Wappens in ihren Nationalflaggen weiter.
Die weiteren zentralamerikanischen Staaten haben einen abweichenden historischen Hintergrund und wählten andere Flaggenmuster.
Viele islamische Staaten benutzen die Farbe Grün in ihren Flaggen. Grün war die Farbe der Fatimiden und gilt als Lieblingsfarbe von Mohammed. Die Farbe Grün ist ein Basissymbol des Islams. Beispiele sind die Flaggen Saudi-Arabiens, Mauretaniens und Pakistans. Auch die Flagge der Organisation der Islamischen Konferenz führte Grün als Grundfarbe. Grün als Farbe des Propheten ist auch eine der vier panarabischen Farben. In modernen Flaggen tauchten die Panarabischen Farben Schwarz, Weiß, Grün und Rot erstmals Anfang des 20. Jahrhunderts im Unabhängigkeitskampf der Araber gegen das Osmanische Reich auf. Schwarz und Weiß sind die Farben des Propheten, Grün ist die Farbe des Islams und auch die Farbe seiner fatimidischen Nachkommen. Die Farbe der haschemitischen Nachkommen ist Rot. Außerdem gelten Schwarz und Weiß als die Farben der Abbasiden und Umayyaden.
Nach der Revolution in Ägypten im Jahre 1952 und der Absetzung des Königs wurde unter Weglassung des Grüns die Farbkombination Rot-Weiß-Schwarz als Grundlage der Flagge Ägyptens gewählt. Einige arabische Länder mit republikanischer Regierungsform wie beispielsweise Jemen, Syrien und Irak haben, als Zeichen des Panarabismus, diese Farben übernommen. Monarchien wie beispielsweise Jordanien und Kuwait behielten meist die alten Farben einschließlich des Grüns bei.
Die panafrikanischen Farben gehen auf den schwarzen Begründer der Back-To-Africa-Bewegung Marcus Garvey zurück. Seine Farben waren Rot, Schwarz und Grün. Später wurde Schwarz durch Gelb ersetzt, da das einzige traditionell unabhängige schwarzafrikanische Land vor der Dekolonialisierung Afrikas Äthiopien war und die Flagge Äthiopiens eine waagerechte grün-gelb-rote Trikolore ist. Die panafrikanischen Farben wurden zuerst 1957 von Ghana benutzt. In der Regel haben die Farben zusätzlich eine weitere Symbolik. In der Flagge des Tschad und in der Flagge der Zentralafrikanischen Republik sind die Farben mit denen der französischen Trikolore gemischt.
Die panslawischen Farben Weiß, Blau und Rot gehen auf die von Peter dem Großen geschaffene Flagge Russlands zurück, die auf der Flagge der Niederlande beruht, weil niederländische Fachkräfte maßgeblich am Aufbau der russischen Flotte beteiligt waren. Da Russland bis 1867 der einzige unabhängige slawische Staat war, übernahmen viele slawische Länder ebenfalls diese Farben. (Die Farbkombination ist unter Nationalflaggen auch generell sehr häufig zu finden, kann aber auf unterschiedliche Vorbilder zurückzuführen sein. Andere Länder nahmen sich den Union Jack, die Flagge der Vereinigten Staaten oder die französische Trikolore als Vorbild.)

Flagge Saudi-Arabiens
Flagge Ghanas
Flagge Jordaniens
Flagge Russlands

#### Pflanzen und Tiere
Pflanzen und Tiere gehören zu den gemeinen Figuren der Heraldik.
Häufige Wappentiere sind Löwen, Bären, Leoparden, Adler, Kraniche, Delfine, Widder oder Stiere, aber auch Fabelwesen wie der Greif, das Einhorn, der Drache, der Doppeladler und der Lindwurm. In südamerikanischen Flaggen und Wappen taucht der Kondor auf, während frühe Revolutionsflaggen der USA häufig die Klapperschlange zeigen. Die Tiere versinnbildlichen zumeist ihnen zugesprochene Werte wie Tapferkeit, Ausdauer oder Stärke, wobei nicht unbedingt Tiere gezeigt werden, die im jeweiligen Land vorkommen, wie zum Beispiel der englische Löwe. Andere gehen auf real vorkommende Tiere zurück, die für die Familie eines Herrscherhauses oder einen einzelnen Herrscher standen, wie zum Beispiel der Berliner Bär.
Teilweise werden aber auch Tiere dargestellt, die gerade im Land der Flagge vorkommen und deshalb die Natur des Landes oder der Region beschreiben, wie beispielsweise in der Flagge Papua-Neuguineas der Paradiesvogel. Es gibt auch Darstellungen von Haustieren, die gezeigt werden, um ihre Bedeutung für die lokale Wirtschaft zu unterstreichen, wie das Schaf in der Flagge der Falklandinseln.
Auch Pflanzen sind häufige nationale Symbole. Beispiele sind die libanesische Zeder, die Tanne der Norfolkinsel, die Eiche, die Palme, der Maibaum, die Rose, die Lilien der französischen Könige (Fleur-de-Lis), das kanadische Ahornblatt oder die Bauhinien-Blüte in der Flagge von Hongkong.

Flagge Sri Lankas
Flagge Papua-Neuguineas
Flagge Kanadas
Flagge Eritreas

#### Waffen und Schilde
Schilde und Waffen sind häufige Symbole in Wappen und Flaggen. Die europäischen Wappen führen bzw. führten überwiegend Schilde als Bezug auf die feudalen Machtverhältnisse des späten Mittelalters und stellen einen Bezug zum Rittertum dar. Ein traditionelles europäisches Wappen zeigt fast immer einen bzw. mehrere Schilde, welche die Heraldik als Wappenschild bezeichnet. Der Schild stand ursprünglich für den Schutz, den der Landesherr mit seinem Schild dem Land gibt.
Die Darstellung von Waffen wie Speer, Bajonett, Pike, Schwert, Gewehr oder Geschütz versinnbildlicht den wehrhaften Charakter eines Staates oder auch den kriegerischen Hintergrund, der zur Staatsgründung führte. Der lediglich verteidigende Schild deutet nicht unbedingt auf eine kriegerische Aussage hin, sondern ist eher ein zumindest in Europa traditionelles Wappensymbol, das mittlerweile keine inhaltliche Aussage mehr hat, außer der, dass es ein traditionelles europäisch christliches Symbol ist.
In den Nationalflaggen der afrikanischen Staaten Kenia und Eswatini sowie ehemals Lesotho sind Schilde mit Waffen dargestellt. Bei den Schilden und Waffen (meist Speere) handelt es sich um traditionelle Gegenstände der jeweiligen Bevölkerung. Sie symbolisieren alle die Wehrhaftigkeit und den Verteidigungswillen des Volkes.
Das Schwert war die erste bewusst erfundene Waffe, die nicht zum Zweck der Jagd, sondern einzig und allein dem des Krieges, also des Tötens von Menschen erdacht wurde. Die Darstellung des Schwertes deutet oft auf einen kriegerischen Hintergrund der Staatsgründung hin.
In islamischen Ländern deutet das Schwert auf das Schwert Alis (Schwiegersohn des Propheten Mohammed), ein Sinnbild der Rechtschaffenheit, aber auch Wehrhaftigkeit und harter Gerechtigkeit des Islams bzw. der Scharia. Das Wappen Omans, welches auch in der Nationalflagge dargestellt wird, stellt einen Dolch und zwei gekreuzte Schwerter dar. Sie sind allerdings das Symbol der seit 1746 herrschenden Said-Dynastie.
In neueren Flaggen tauchen auch modernere Waffen auf. Zum Beispiel werden in der Flagge Haitis Kanonen und Gewehre aus der Zeit des Unabhängigkeitskampfes des Inselstaates dargestellt. In Flaggen des 20. Jahrhunderts tauchen auch konkretere Darstellungen von Waffen, wie beispielsweise der Kalaschnikow, auf. Die Kalaschnikow wird in Flaggen ehemaliger Kolonien in Afrika wie zum Beispiel Mosambik genutzt und versinnbildlicht den Kampf der meist marxistischen Befreiungsbewegungen.

Flagge Portugals
Flagge Eswatinis
Flagge Kenias
Flagge Saudi-Arabiens
Flagge Mosambiks

#### Geographische Darstellungen
In vielen Flaggen werden geographische Besonderheiten oder Formen eines Landes symbolisiert. In der Regel sind es topographisch richtige oder stilisierte Darstellungen der Lage oder Form eines Landes.
Zum Beispiel stellen Gabun und Nauru ihre geographische Lage am Äquator in ihren Nationalflaggen dar. Die Flagge Naurus ist im Prinzip auch eine stilisierte Landkarte, indem die Lage der Insel (Stern) im Pazifischen Ozean (blauer Grund), südlich des Äquators (gelber Streifen) dargestellt wird.
In der Flagge der Republik Zypern ist die Form der Insel topographisch genau dargestellt. Die Umrisse des Kosovo finden sich auf dessen Flagge, und die Flagge Bangladeschs zeigte bis 1972 die Umrisse des Landes in gleicher Weise in der roten Scheibe. Die Karte wurde hier allerdings wieder entfernt, vermutlich, um eine vereinfachtere Darstellung der Nationalflagge zu erhalten.
Andere Staaten verwenden eine vereinfachte bzw. stilisierte Form der Darstellung einer Landkarte auf ihrer Nationalflagge. Die Sterne in der Flagge Tuvalus stellen die geographisch korrekte Lage der Hauptinseln dar, allerdings ist diese Darstellung erst genordet, wenn die Flagge hochkant gehisst wird. In der Flagge Vanuatus soll das gelbe Y die Form der Inselgruppe wiedergeben, auch hier ist die Darstellung erst bei einer hochkant gehissten Flagge genordet.

Flagge Naurus
Flagge der Republik Zypern
Flagge Tuvalus
Flagge Vanuatus

#### Stars and Stripes – Flaggen nach dem Vorbild der USA
Die Stars and Stripes (Sterne und Streifen) der Flagge der Vereinigten Staaten gingen aus der Amerikanischen Unabhängigkeitsbewegung hervor. Möglicherweise war die Flagge der Britischen Ostindien-Kompanie hier ein Vorbild. Die Sterne symbolisieren die 50 Bundesstaaten, die Streifen die 13 Gründungsstaaten. Die US-Flagge diente als Vorlage für Nationalflaggen anderer Staaten. Ähnlich in der Symbolik ist die Flagge Malaysias (hier stehen die Streifen für die malaysischen Bundesstaaten) und die Uruguays (hier stehen die Streifen für die neun Departamentos zur Zeit der Unabhängigkeit). Aufgrund historischer tiefer Bindungen zu den USA diente die US-Flagge auch den Flaggen Kubas, Liberias und Puerto Ricos als Vorbild, Sterne und Streifen haben hier aber andere Bedeutungen.

Britische Ostindien-Kompanie
Flagge der Vereinigten Staaten
Flagge Liberias
Flagge Malaysias
Flagge Kubas
Flagge Uruguays

#### Kommunistische Symbole
Hammer und Sichel und Roter Stern stehen zusammen mit der Farbe Rot für den Kommunismus. Sie symbolisieren die Arbeiter und Bauern sowie eine klassenlose Gesellschaft. Die bekannteste und älteste Flagge mit dieser Symbolik war die Flagge der Sowjetunion, deren erste Version auf das Jahr 1923 zurückgeht.
Nach der Errichtung von sozialistischen Regierungssystemen in anderen Staaten wurde in manchen Fällen die sowjetische Flagge als Vorbild genommen, und es entstanden Abwandlungen in verschiedenen Versionen. In anderen Fällen wurden die bisherigen Nationalflaggen nur mit sozialistischen Symbolen verändert, zum Beispiel Ersetzen des Staatswappens wie in Ungarn oder Ergänzung des mongolischen Sojombo-Symbols mit einem roten Stern. Auch kommunistische Parteiflaggen benutzen häufig diese Symbole.

Flagge der Sowjetunion
Flagge der Volksrepublik China
Flagge Vietnams
Flagge Nordkoreas

#### Traditionelle Muster
In drei Nachfolgestaaten der ehemaligen Sowjetunion werden traditionelle Muster des Landes liekseitig in den Nationalflaggen geführt. In der turkmenischen Flagge werden fünf traditionelle Teppichmuster gezeigt, so genannte Guls. In der kasachischen Flagge ist ein Webmuster dargestellt, welches auf die Volkskunst verweisen soll, und auch die belarussische Flagge zeigt ein traditionelles Ornament.

Flagge Turkmenistans
Flagge Kasachstans
Flagge von Belarus